# وستون بای بلند
وستون بای بلند (به انگلیسی: Weston by Welland) یک روستا و محله مدنی در بریتانیا است که در Kettering واقع شده‌است. وستون بای بلند ۲۴۶ نفر جمعیت دارد.